# Srpska liga
Srpska liga (srb. Српска лига) – trzecia klasa rozgrywek w Serbii, po najwyższej Meridian Superlidze i niższej Prva liga Srbije. Rozgrywki toczą się w czterech grupach i uczestniczy w nich 66 drużyn. Po zakończeniu sezonu mistrz każdej grupy awansuje bezpośrednio do Prvej ligi, a ostatnie drużyny z każdej grupy spadną do Zonskiej ligi.
Uczestniczące w niej drużyny rywalizują w czterech grupach:
- grupa Srpska Liga Vojvodina (Wojwodina) – organizatorem rozgrywek jest Fudbalski savez Vojvodine (srb. Фудбалски савез Војводине) i uczestniczy w niej 16 drużyn, które pochodzą z terenu okręgu autonomicznego Wojwodina.
- grupa Srpska Liga Beograd (Belgrad) – organizatorem rozgrywek jest Fudbalski savez Beograda (srb. Фудбалски савез Београда) i uczestniczy w niej 16 drużyn, które pochodzą z terenu oddzielnej jednostki administracyjnej Miasta Belgradu.
- grupa Srpska Liga Zapad (Zachód) – organizatorem rozgrywek jest Fudbalski savez Regiona Zapadne Srbije (srb. Фудбалски савез Региона Западне Србије) i uczestniczy w niej 18 drużyn, które pochodzą z terenu 8 okręgów: maczwańskiego, kolubarskiego, zlatiborskiego, morawickiego, raskiego, szumadijskiego, podunajskiego i braniczewskiego oraz serbskie drużyny z kosowskiego regionu Mitrovica.
- grupa Srpska Liga Istok (Wschód) – organizatorem rozgrywek jest Fudbalski savez Regiona Istočne Srbije (srb. Фудбалски савез Региона Источне Србије) i uczestniczy w niej 16 drużyn, które pochodzą z terenu 9 okręgów: pomorawskiego, rasińskiego, toplickiego, borskiego, zajeczarskiego, niszawskiego, pirockiego, jablanickiego i pczyńskiego oraz serbskie drużyny z kosowskich regionów Prisztina i Gnjilane.

## Mistrzowie ligi
| Sezon                | Srpska Liga Vojvodina (Wojwodina) | Srpska Liga Beograd (Belgrad) | Srpska Liga Zapad (Zachód)  | Srpska Liga Istok (Wschód) |
| Serbia i Czarnogóra: |                                   |                               |                             |                            |
| 2003/04              | FK Spartak Subotica               | FK Voždovac                   | FK Mladost Lučani           | FK Kosanica Kuršumlija     |
| 2004/05              | FK Glogonj                        | OFK Mladenovac                | FK Radnički Kragujevac      | FK Radnički Pirot          |
| 2005/06              | FK Inđija                         | FK BSK Borča                  | FK Mladost Lučani           | FK Dinamo Vranje           |
| Serbia:              |                                   |                               |                             |                            |
| 2006/07              | RFK Nowy Sad                      | FK Hajduk Belgrad             | FK Metalac Gornji Milanovac | FK Jagodina                |
| 2007/08              | FK Zlatibor Voda Horgoš           | FK Kolubara Lazarevac         | FK Mladi Radnik Požarevac   | FK Dinamo Vranje           |
| 2008/09              | FK Proleter Nowy Sad              | FK Zemun                      | FK Sloga Kraljevo           | FK Radnički Niš            |
| 2009/10              | FK Big Bull Bačinci               | FK BASK Belgrad               | FK Šumadija Radnički 1923   | FK Sinđelić Niš            |
| 2010/11              | FK Donji Srem                     | OFK Mladenovac                | FK Sloga Kraljevo           | FK Radnički Niš            |
| 2011/12              | FK Radnički Nova Pazova           | FK Voždovac                   | FK Jedinstvo Putevi         | FK Timok Zaječar           |
| 2012/13              | FK Dolina Padina                  | FK Sinđelić Belgrad           | FK Sloga Petrovac na Mlavi  | FK Radnik Surdulica        |
| 2013/14              | FK Bačka Bačka Palanka            | FK Kolubara Lazarevac         | FK Mačva Šabac              | FK Moravac Mrštane         |
| 2014/15              | FK ČSK Pivara Čelarevo            | FK Zemun                      | FK Loznica                  | FK Dinamo Vranje           |
| 2015/16              | OFK Odžaci                        | FK Budućnost Dobanovci        | FK Mačva Šabac              | FK Radnički Pirot          |
| 2016/17              | FK Bratstvo 1946 Prigrevica       | FK Teleoptik                  | FK Radnički 1923 Kragujevac | FK Temnić 1924 Varvarin    |
| 2017/18              | OFK Bečej 1918                    | OFK Žarkovo                   | FK Zlatibor Čajetina        | FK Trajal Kruševac         |
| 2018/19              | FK Kabel Nowy Sad                 | FK Grafičar Belgrad           | FK Smederevo 1924           | FK Radnički Pirot          |
| 2019/20              | ?                                 | ?                             | ?                           | ?                          |

- Przed sezonem 2005/06 FK Glogonj (mistrz Srpskiej ligi Vojvodina) oraz FK PSK Pančevo połączyły się i od sezonu 2005/06 będą występowały w Prvej lidze jako FK PSK Pančevo.
- Przed sezonem 2008/09 FK Zlatibor Voda Horgoš (mistrz Srpskiej ligi Vojvodina) oraz FK Spartak Subotica (6. miejsce w Srpskiej lidze Vojvodina) połączyły się i od sezonu 2008/09 będą występowały w Prvej lidze jako FK Spartak Zlatibor Voda.
- Przed sezonem 2010/11 FK Big Bull Bačinci (mistrz Srpskiej ligi Vojvodina) oraz FK Radnički Šid (14 spadkowe miejsce w Srpskiej lidze Vojvodina) połączyły się i w sezonie 2010/11 będą występowały w Prvej lidze jako FK Big Bull Radnički.
- Przed sezonem 2017/18 FK Bratstvo 1946 Prigrevica (mistrz Srpskiej ligi Vojvodina) oraz FK Omladinac Novi Banovci (wicemistrz) z powodów finansowych zrezygnowały z gry w Prvej lidze w sezonie 2017/18 (oba kluby będą nadal  występowały w Srpskiej lidze Vojvodina), dzięki czemu FK TSC Bačka Topola awansował do Prvej Ligi z 3. miejsca w tabeli.

## Drużyny występujące w sezonie 2019/20

### Srpska Liga Vojvodina (Wojwodina)
| Klub                           | Miasto               |
| ------------------------------ | -------------------- |
| FK 1. Maj Ruma                 | Ruma                 |
| FK Bačka 1901 Subotica         | Subotica             |
| FK Borac Sakule                | Sakule               |
| FK Bratstvo 1946 Prigrevica    | Prigrevica           |
| FK Dinamo 1945 Pančevo         | Pančevo              |
| FK Dunav Stari Banovci         | Stari Banovci        |
| FK Hajduk 1912 Kula            | Kula                 |
| FK Kozara Banatsko Veliko Selo | Banatsko Veliko Selo |
| FK Omladinac Novi Banovci      | Novi Banovci         |
| FK Radnički 1912 Sombor        | Sombor               |
| FK Radnički Sremska Mitrovica  | Sremska Mitrovica    |
| FK Radnički Zrenjanin          | Zrenjanin            |
| FK Vojvodina 1928 Perlez       | Perlez               |
| FK Željezničar Pančevo         | Pančevo              |
| OFK Bečej 1918                 | Bečej                |
| OFK Vršac                      | Vršac                |

### Srpska Liga Beograd (Belgrad)
| Klub                            | Miasto               |
| ------------------------------- | -------------------- |
| FK Brodarac Belgrad             | Belgrad-Nowy Belgrad |
| FK BSK Borča                    | Belgrad-Palilula     |
| FK Crvena zvezda Mali Mokri Lug | Belgrad-Zvezdara     |
| FK GSP Polet Dorćol             | Belgrad-Stari grad   |
| FK IMT Belgrad                  | Belgrad-Nowy Belgrad |
| FK Jedinstvo Surčin             | Belgrad-Surčin       |
| FK Lokomotiva Beograd           | Belgrad-Čukarica     |
| FK Radnički Belgrad             | Belgrad-Nowy Belgrad |
| FK Radnički Obrenovac           | Belgrad-Obrenovac    |
| FK Sremčica                     | Belgrad-Čukarica     |
| FK Stepojevac Vaga              | Belgrad-Lazarevac    |
| FK TEK Sloga Veliki Crljeni     | Belgrad-Lazarevac    |
| FK Teleoptik Belgrad            | Belgrad-Zemun        |
| FK Zvezdara Belgrad             | Belgrad-Zvezdara     |
| OFK Beograd                     | Belgrad-Palilula     |
| OFK Mladenovac                  | Belgrad-Mladenovac   |

### Srpska Liga Zapad (Zachód)
| Klub                          | Miasto            |
| ----------------------------- | ----------------- |
| FK Borac 1926 Čačak           | Čačak             |
| FK Budućnost Krušik 2014      | Valjevo           |
| FK Jedinstvo Ub               | Ub                |
| FK Jošanica Novi Pazar        | Novi Pazar        |
| FK Loznica                    | Loznica           |
| FK Mačva Bogatić              | Bogatić           |
| FK Mladi Radnik Požarevac     | Požarevac         |
| FK Mokra Gora Zubin Potok     | Zubin Potok       |
| FK Proleter Mihajlovac        | Mihajlovac        |
| FK RSK Rabrovo                | Rabrovo           |
| FK Sloga Kraljevo             | Kraljevo          |
| FK Sloga 33 Petrovac na Mlavi | Petrovac na Mlavi |
| FK Sloga Požega               | Požega            |
| FK Sušica Kragujevac          | Kragujevac        |
| FK Šumadija Aranđelovac       | Aranđelovac       |
| FK Takovo Gornji Milanovac    | Gornji Milanovac  |
| FK Trepča Kosovska Mitrovica  | Mitrowica         |
| FK Tutin                      | Tutin             |

### Srpska Liga Istok (Wschód)
| Klub                       | Miasto     |
| -------------------------- | ---------- |
| FK Budućnost Popovac       | Popovac    |
| FK Car Konstantin          | Nisz       |
| FK Dunav Prahovo           | Prahovo    |
| FK Jagodina Tabane         | Jagodina   |
| FK Jedinstvo Bošnjace      | Bošnjace   |
| FK Moravac Mrštane         | Mrštane    |
| FK SFS Borac Paraćin       | Paraćin    |
| FK Prva Petoletka Trstenik | Trstenik   |
| FK Radan Lebane            | Lebane     |
| FK Rembas Resavica         | Resavica   |
| FK Sinđelić Nisz           | Nisz       |
| FK Temnić 1924 Varvarin    | Varvarin   |
| FK Timočanin Knjaževac     | Knjaževac  |
| FK Topličanin Prokuplje    | Prokuplje  |
| FK Vlasina Vlasotince      | Vlasotince |
| GFK Dubočica Leskovac      | Leskovac   |

## Strony internetowe
- Fudbalski savez Srbije
- Fudbalski savez Vojvodine
- Fudbalski savez Beograda
- Fudbalski savez Regiona Zapadne Srbije
- Fudbalski savez Regiona Istočne Srbije